# We Can Create
We Can Create è il primo album di studio dei Maps, registrato, scritto e cantato interamente da James Chapman, e pubblicato il 14 maggio 2007 per la Mute Records. Nonostante la particolare attenzione dedicatagli dalla critica, le vendite dell'album sono state modeste.

## Tracce
1. So Low, So High
2. You Don't Know Her Name
3. Elouise
4. It Will Find You
5. Glory Verse
6. Liquid Sugar
7. To the Sky
8. Back and Forth
9. Lost My Soul
10. Don't Fear
11. When You Leave
12. It Will Find You (Maps Enlighten Mix) (traccia bonus disponibile su iTunes)